# Лифтон, Роберт Джей
Ро́берт Джей Ли́фтон (англ. Robert Jay Lifton) (род. 16 мая 1926, Нью-Йорк, США) — американский психиатр и писатель, известный, преимущественно, в связи с его исследованиями психологических причин и следствий войн и политического насилия, а также теорией исправления (реформирования) мышления. Лифтон стоял у истоков теории психоистории.

## Биография
Родился 16 мая 1926 года Нью-Йорк (боро Бруклин) в семье предпринимателя Гарольда А. Лифтона и Сиэль (Рот) Лифтон.
В 1948 году получил медицинское образование, проходя обучение в Корнеллском университете и Нью-Йоркском медицинском колледже. В 1948—1949 годы проходил в интернатуру в Еврейской больнице Бруклина, а также в 1949—1951 годы стажировку в области психиатрии в Южном медицинской центре Городского университета Нью-Йорка.
В 1951—1953 годы в Японии и Корее проходил военную службу психиатром Военно-воздушных силах США, где у него возник интерес к войне и политике. Позже работал преподавателем и исследователем в Вашингтонской школе психиатрии, Гарвардском университете и Колледже уголовного наказания Джона Джея, где способствовал созданию Центра изучения человеческого насилия.
В 1952 году женился на детской писательнице Бетти Джин Киршнер, в браке с которой родилось двоих детей. Супруга скончалась в Бостоне 19 ноября 2010 года от тяжёлой пневмонии.
Лифтон увлекается комиксами, а также написал две книги юмористических комиксов о птицах.
Член Международной коллегии этики, науки и политики.

## Научная деятельность

### Уэллфлитская психоисторическая группа
В 1960-е годы Лифтон вместе со своим учителем психиатром Эриком Эриксоном и историком Брюсом Мазлишем создал группу по изучению истории при помощи методов психологии и психоанализа. Встречи проходили в доме Лифтона в Уэллфлите (штат Массачусетс). Группа сосредоточила своё внимание главным образом на психологических мотивациях для войны, терроризма и геноцида в новейшей истории. В 1965 году они получили финансовую поддержку от Американской академии искусств и наук для того, чтобы сделать психоисторию отдельной области научных исследований. Итоги исследований были опубликованы в 1975 году в сборнике статей «Explorations in Psychohistory: The Wellfleet Papers».

### Изучение «исправления мышления»
С 1953 года Лифтон опросил американских солдат, побывавших в плену во время Корейской войны. Наряду с 25 европейцами и американцами, Лифтон опросил 15 китайцев, покинувших Китай после проводившейся в местных университетах программы индоктринации. На основании этих исследований Лифтон написал монографию «Исправление мышления» и психология тоталитаризма: Исследование «промывания мозгов» в Китае (англ. Thought Reform and the Psychology of Totalism: A Study of "Brainwashing" in China).
Это было исследование насильственных техник, которые он называл «исправление мышления» или «промывание мозгов», хотя предпочитал первый термин. В книге был введён в оборот термин thought-terminating cliché. Лифтон пришёл к выводу, что когда военнопленные приехали в США, их мышление возвратилось в прежнее состояние, в противоположность расхожему мнению о «промывании мозгов». Первое издание вышло в W. W. Norton & Company. В 1989 году книга была переиздана University of North Carolina Press.

### Исследование жертв войн и военных преступлений
Лифтоном были написаны три монографии, раскрывающие суть психологического приспосабливания людей, оказавшихся в тяжёлых условиях военного времени: «Смерть в жизни: выжившие Хиросимы» (англ. Death in Life: Survivors of Hiroshima; 1967), «Домой с войны: ветераны Вьетнама — ни жертвы, ни палачи» (англ. Home from the War: Vietnam Veterans — Neither Victims nor Executioners; 1973) и «Нацистские врачи: медицинские убийства и психология геноцида» (англ. The Nazi Doctors: Medical Killing and the Psychology of Genocide; 1986). На основании исследований Лифтон пришёл к выводу о том, что жертвы всех этих страшных событий в их жизни, испытали на себе тяжелейшие виды патологий, которые в мирное время возникают от чувства страха и давления, исходящего от современного общества.
Исследования Лифтона, касающиеся поведения людей, совершивших лично или коллективно военные преступления, привели к выводу о том, что человеческая природа не является по своей сущности жестокой, и лишь отдельные психопаты способны совершать зверства, не испытывая при этом серьёзного эмоционального потрясения. Также он выяснил, что совершение такого рода преступлений не требует от индивида наличие какого-то неповторимой степени злобности или психического заболевания, и вполне может быть произойти при возникновении определённых условий (случайных или намеренных), который Лифтон обозначил как «обстоятельства, вызывающие зверство» (англ. atrocity-producing situations). В первую очередь Лифтон обратился к глубокому изучению нацистских врачей, пытаясь понять, как профессиональные медики попытались обосновать своё участие в Холокосте от первых дней существования программы Т-4 до лагерей смерти.
После проведения исследований, связанных с атомной бомбардировкой Хиросимы и Вьетнамской войной, Лифтон пришёл к выводу, что многие выжившие в этих событиях, ставшие свидетелями множества смертей и разрушений и испытавшие распад личности, через некоторое время могли вернуться в прежнее эмоционально-устойчивое состояние, но без надлежащей психологической поддержки и помощи у них могло остаться чувство отсутствия ощущения сегодняшнего дня и комплекс вины. В 2005 году в автобиографии «My Life So Far» Джейн Фонда описала работу Лифтона и его коллег Леонарда Неффа, Хаима Шатана и Сары Хейли с ветеранами Вьетнама, как «безустанную и чуткую».
Лифтон стал одним из первых устраивать терапевтические дискуссионные группы, где специалисты в области психиатрии могли встретиться и вживую пообщаться с ветеранами Вьетнамской войны. Он и Нефф смогли добиться включения посттравматического стрессового расстройства в Диагностическое и статистическое руководство по психическим расстройствам. В 1969 году его книга «Смерть в жизни: выжившие Хиросимы» получила Национальную книжную премию в номинации «Наука, философия и религия».

### Теории тотализма и многообразного самоуправления
Понятие «тотализм» впервые было использовано Лифтоном в монографии «Исправление мышления» и психология тоталитаризма: Исследование «промывания мозгов» в Китае", по которым понимаются идеологические движения и организации, которые стремятся установить всесторонний (тотальный) контроль над всеми сторонами жизни человека, включая поведение и мышление. Причём его подход отличается от теории тоталитаризма тем, что он может быть применён по отношению к идеологии групп, которые не обладают властью в государстве.
По мнению Лифтона, такие группы всегда терпят поражение, поскольку нанося вред отдельной личности или обществу следуют предсказуемой общей схеме. Он выделяет два ключевых мотива у тоталистских движений: страх и отрицание смерти. Лифтон отмечает, что они направляются для совершения насилия над козлами отпущения — другими группами и сообществами, объявляемыми несущими угрозы для выживания. Кроме того, внушается страх общественных перемен.
В дальнейших исследованиях Лифтон сосредоточил своё внимание на типах перемен, которым тотализм противоборствует, и которые он обозначил понятием «многообразное самоуправление». В «Исправление мышления» и психология тоталитаризма: Исследование «промывания мозгов» в Китае" он отмечал, что развитие «постоянно изменяющейся и многогранной личности» является хорошим знаком в современных обществах, а психическое здоровье в настоящее время требует «непрерывного поиска и личностного опыта», которые требует взращивание нового гибкого общества, готового отказаться или сузить влияние предшествующих культур и традиций.

## Критика современных войн и терроризма
После своих исследований жертв атомной бомбардировки Хиросимы Лифтон стал выступать против ядерного оружия, утверждая, что ядерная стратегия и военная доктрина сделал массовый геноцид обычным явлением. И, не будучи строгим пацифистом, Лифтон выступал с жёсткой критикой ведение военных действий США во Вьетнамской и Иракской войнах, считая, что они были вызваны иррациональными и агрессивными особенностями американской политики, движимыми чувством страха.

Об этнических чистках в Боснии и Герцеговине Лифтон в 1993 году говорил так: 
То, что произошло там, заслуживает использования слова геноцид. Имеют место усилия для систематического уничтожения всей группы. Это даже было обозначено сербскими националистами как «этнические чистки». Это понятие означает массовое убийство, массовое переселение, и в сущности это геноцид.
Лифтон уделил большое внимание терроризму, как новой большой угрозе, связанной с распространением ядерного и химического оружия, наряду с тотальными идеологиями. В то же время он выступал с критикой политики «войны с терроризмом», считая её в том виде, в каком она проводилась ошибочной и опасной попыткой «уничтожить всё хрупкое».

### Известные выступления
В 1986 году наряду с Мартином Шервином (ведущий), Эдгаром Доктороу и Куртом Воннегутом выступил в качестве участника с американской стороны в телемосте Москва-Бостон между МГУ имени М. В. Ломоносова и Тафтским университетом по теме «Ядерный век. Культура и бомба». Советскую сторону представляли М. К. Мамардашвили (ведущий), Р. А. Быков, Р. А. Медведев и Ю. А. Левада.
В 2003 году Лифтон принял участие в документальном фильме «Полёт от смерти», посвящённом рассмотрению человеческой жестокости и страха смерти, связанных с подсознанием.
В 2006 году вместе со своим коллегой психиатром Питером Олссоном принял участие в документальном фильме «Расшифровывая прошлое» (англ. Decoding the Past) телеканала History Channel, который был посвящён вопросы о деструктивных культах.
18 мая 2008 года выступил в Стоунхилл-колледже, а также принял участие в обсуждении «синдрома сверхдержавы», который США пережили в современную эпоху.

## Научные труды
- Thought Reform and the Psychology of Totalism[англ.] (1961; русское издание — Технология «промывки мозгов»: Психология тоталитаризма. СПб.: Прайм-Еврознак, 2005)
- Death in Life: Survivors of Hiroshima (1967)
- Revolutionary Immortality: Mao Tse-Tung and the Chinese Cultural Revolution, Random House, 1968.
- Birds, Words, and Birds (cartoons), Random House, 1969.
- History and Human Survival: Essays on the Young and the Old, Survivors and the Dead, Peace and War, and on Contemporary Psychohistory, Random House, 1970.
- Boundaries, Canadian Broadcasting Corporation (Toronto), 1969, published as Boundaries: Psychological Man in Revolution, Random House, 1970.
- Home from the War: Vietnam Veterans—Neither Victims nor Executioners, Simon & Schuster (New York City), 1973.
- (With Eric Olson) Living and Dying, Praeger, 1974.
- The Life of the Self: Toward a New Psychology, Simon & Schuster, 1976.
- Psychobirds, Countryman Press, 1978.
- (With Shuichi Kato and Michael Reich) Six Lives/Six Deaths: Portraits from Modern Japan (originally published in Japanese as Nihonjin no shiseikan, 1977), Yale University Press (New Haven, CT), 1979.
- The Broken Connection: On Death and the Continuity of Life, Simon & Schuster, 1979.
- (With Richard A. Falk) Indefensible Weapons: The Political and Psychological Case against Nuclearism, Basic Books (New York City), 1982.
- The Nazi Doctors: Medical Killing and the Psychology of Genocide, Basic Books, August 2000(first edition 1986).
- The Future of Immortality and Other Essays for a Nuclear Age, Basic Books, 1987.
- (With Eric Markusen) The Genocidal Mentality: Nazi Holocaust and Nuclear Threat, Basic Books, 1990.
- The Protean Self: Human Resilience in an Age of Fragmentation, Basic Books, 1993.
- (With Greg Mitchell) Hiroshima in America: Fifty Years of Denial, Putnam’s (New York City), 1995.
- Destroying the World to Save It: Aum Shinrikyo, Apocalyptic Violence, and the New Global Terrorism, Owl Books, 2000.
- (With Greg Mitchell) Who Owns Death? Capital Punishment, the American Conscience, and the End of Executions, Morrow, 2000.
- Superpower Syndrome: America’s Apocalyptic Confrontation With the World, Nation Books, 2003.
- Losing Reality: On Cults, Cultism, and the Mindset of Political and Religious Zealotry. New York, London: New Press, 2019. ISBN 978-1-62097-512-1.